# 富山大学経営短期大学部
富山大学経営短期大学部（とやまだいがくけいえいたんきだいがくぶ、英語: The Junior College of Business Administration, Toyama UniversityまたはJunior College of Business Management, Toyama University）は、富山県富山市五福3190に本部を置いていた日本の国立短期大学である。1959年に設置され、1990年に廃止された。短大の略称は富大経短。

## 概要

### 大学全体
- 富山県富山市に所在した日本の国立短期大学で、併設元は富山大学経済学部[1]。
- 1959年に開学し。1学科2専攻の小規模短大となっていた。
- 1985年度の入学生を最後に[注釈 1]、1990年に短期大学としての使命を終える[3]。。

### 教育および研究
- 富山大学経営短期大学部は学名および学科名の通り経営学に特化した教育が行われていた。

### 学風および特色
- 富山大学経営短期大学部は勤労の傍らで学業に勤しむ人のために大学教育を開放することのねらいから夜間部が設置されていた。

## 沿革
- 1959年
  - 4月1日 左記を以て文部省[注 1]より短期大学の設置が認可される。[4]
  - 同 富山大学経営短期大学部が以下の学科体制にて開学[5]。
    - 経営学科第二部 入学定員80名

  - 5月1日 学生数[6]/定員
    - 経営学科第二部 88[注 2]/80
- 1976年
  - 4月1日 経営学科第二部の入学定員を80→100に増員し、なおかつ以下の通り専攻分離する💛。
    - 経営管理専攻 入学定員60名
    - 経営・法律専攻 入学定員40名

  - 5月1日 学生数[7]/定員
    - 経営学科第二部 288[注 3]/260
- 1985年
  - 4月1日 短期大学としての学生募集を最終とする[注釈 1]。
  - 5月1日 学生数[8]/定員
    - 経営学科第二部 241[注 4]/300
- 1986年
  - 5月1日 学生数[9]/定員
    - 経営学科第二部 150[注 5]/200
- 1987年
  - 5月1日 学生数[10]/定員
    - 経営学科第二部 72[注 6]/100
- 1988年
  - 5月1日 学生数[11]/定員
    - 経営学科第二部 6[注釈 2]/-
- 1989年
  - 5月1日 学生数[12]/定員
    - 経営学科第二部 2[注釈 2]/-
- 1990年
  - 3月31日 左記をもって正式に廃止とする[3]。

## 基礎データ

### 所在地
- 富山県富山市五福3190[注 7]

## 教育および研究

### 組織

#### 学科
- 経営学科第二部
  - 経営管理専攻 入学定員60名[注釈 3]
  - 経営・法律専攻 入学定員40名[注釈 3]

#### 専攻科
- なし

#### 別科
- なし

## 大学関係者と組織

### 大学関係者一覧
歴代学長
- 横田嘉右衛門
- 柳田友道

## 施設

### キャンパス
- 設備：富山大学本部に設置されていた。

## 対外関係

### 系列校
- 富山大学
- 高岡短期大学

## 卒業後の進路について

### 編入学・進学実績
- 富山大学への編入学制度があった。